# Polkowice

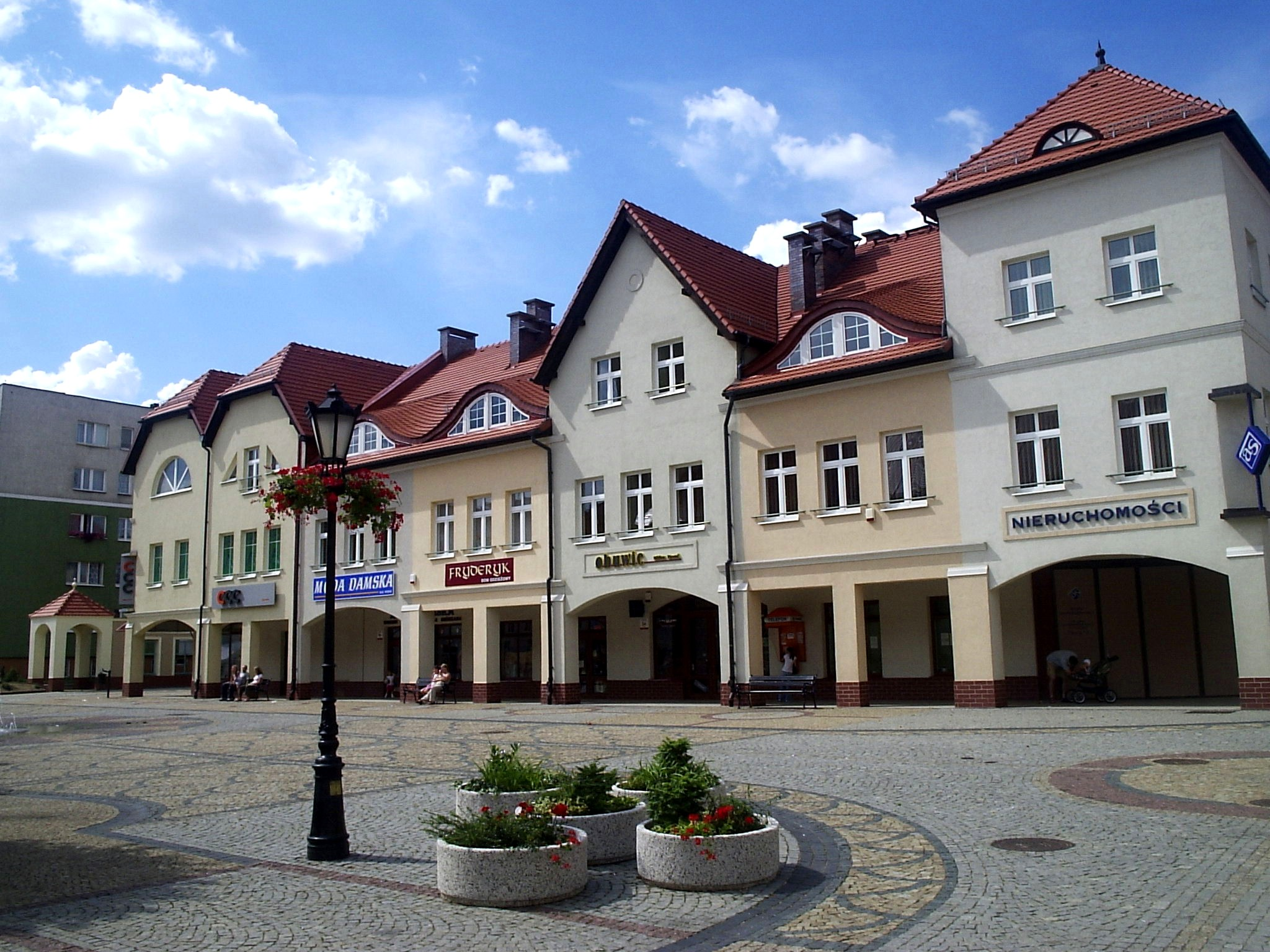
Marktplatz

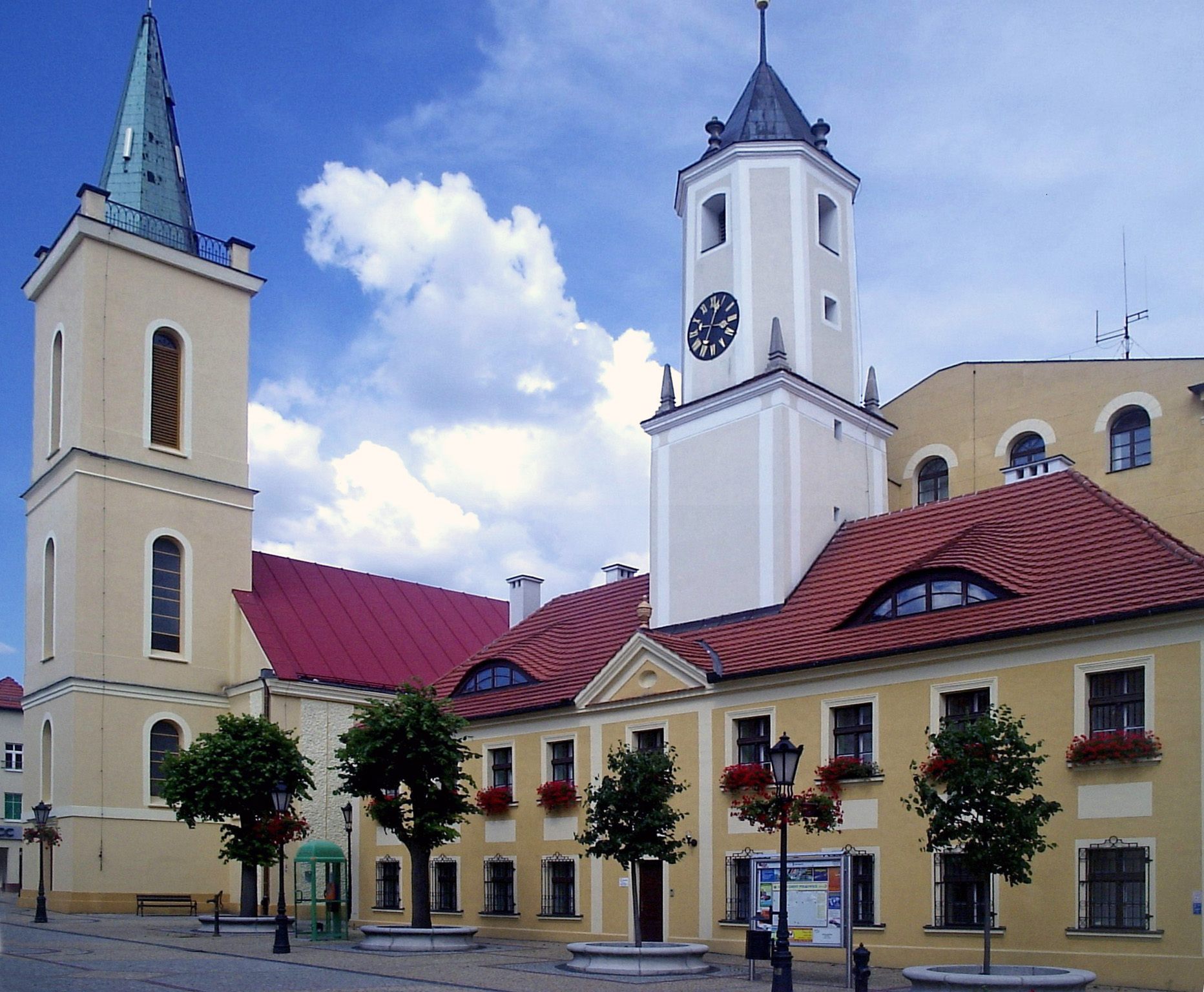
Rathaus und evangelische Kirche

Polkowice [pɔlkɔˈvʲiʦɛ] Ausspracheⓘ (deutsch: Polkwitz; 1937–1945 Heerwegen) ist eine Stadt mit 27.704 Einwohnern (Stand 31. Dezember 2020) in der Stadt- und Landgemeinde Polkowice im Powiat Polkowicki der Woiwodschaft Niederschlesien in Polen.

## Geographische Lage
Polkowice liegt am Südwestrand der Wzgórza Dalkowskie (Dalkauer Berge), 200 Meter über dem Meeresspiegel, etwa 15 Kilometer nordwestlich von Lubin (Lüben).

## Geschichte
Erstmals erwähnt wurde Polkwitz, das zum Herzogtum Glogau gehörte, im Jahre 1276. Damals wurde es als Stadt bezeichnet, die 1291 ein eigenes Wappen erhielt. 1344 fiel es zusammen mit dem Herzogtum Glogau an Böhmen. Ein Brand im Jahr 1457 zerstörte Teile der Stadt. Die Stadt war von einer Stadtmauer umgeben.
Nach dem Ersten Schlesischen Krieg fiel Polkwitz 1742 an Preußen, wo es bis zum Ende des Zweiten Weltkrieges als Landstadt im Landkreis Glogau verblieb. Die Stadt hatte eine evangelische Kirche und eine katholische Kirche. 1879 bis 1932 war sie Sitz des Amtsgerichtes Polkwitz. Um 1930 gab es in Polkwitz Vieh- und Pferdemärkte, ein Sägewerk und eine Dampfziegelei. Im Jahr 1937 wurde Polkwitz in Heerwegen umbenannt.
Im Zweiten Weltkrieg wurde Polkwitz am 8. Februar 1945 von der Roten Armee eingenommen. Nach Kriegsende fiel es 1945 mit dem größten Teil Schlesiens an Polen. Nachfolgend wurde es in Polkowice umbenannt. Die einheimische deutsche Bevölkerung wurde, soweit sie nicht vorher geflohen war, weitgehend vertrieben. Die neu angesiedelten Bewohner waren teilweise Zwangsumgesiedelte aus Ostpolen, das an die Sowjetunion gefallen war.
Nach dem Zweiten Weltkrieg wurde die Schwerindustrie reaktiviert. Nun wurden auch in der Gegend von Polkowice und Lubin die großen Kupfervorkommen erschlossen, was mit einem rasanten Wachstum der kleinen Stadt einherging. So konnte Polkowice 1967 das Stadtrecht wieder erlangen. In den 1980er Jahren zählte die Stadt 20.000 Einwohner. Außerhalb der Stadt entstanden zahlreiche neue (Plattenbau-)Wohnsiedlungen. Das Stadtzentrum selbst verfiel und die kleinstädtische Bebauung um den Ring wurde abgerissen. Nach der politischen Wende 1989 in Polen änderte sich die städtebauliche Einstellung. Die Altstadt wurde mit neuen, an die abgerissenen Häuser angelehnten Gebäuden bebaut – das Stadtzentrum wurde revitalisiert.

### Bevölkerungsentwicklung
| Jahr | Einwohner | Anmerkungen                             |
| ---- | --------- | --------------------------------------- |
| 1861 | 2300      | davon 1.802 Evangelische                |
| 1885 | 2033      | [ 3 ]                                   |
| 1905 | 1654      | davon 329 Katholiken und elf Juden      |
| 1910 | 1613      | [ 5 ]                                   |
| 1925 | 1670      | vorwiegend Evangelische, 300 Katholiken |
| 1933 | 1748      | [ 6 ]                                   |
| 1939 | 1601      | [ 6 ]                                   |
| 1969 | 4462      | [ 7 ]                                   |
| 1970 | ~10.600   | [ 7 ]                                   |
| 1983 | ~19.700   | [ 8 ]                                   |
| 1995 | 21.825    | [ 9 ]                                   |
| 2000 | 21.841    | [ 9 ]                                   |
| 2005 | 22.290    | [ 9 ]                                   |

## Gemeinde
Zur Stadt- und Landgemeinde Polkowice mit einer Fläche von 158,8 km² gehören die Stadt selbst und 15 Dörfer mit Schulzenämtern.

## Partnergemeinden
Die Samtgemeinde Sickte in Niedersachsen sowie die Gemeinde Heumen in den Niederlanden sind Partnergemeinden von Polkowice.

## Wirtschaft
Von großer Bedeutung für Polkowice ist der Bergbau. Die Gegend um Polkowice und Lubin ist das größte polnische Kupferrevier. KGHM betreibt hier das Bergwerk Rudna.
Ein wichtiger Arbeitgeber ist seit 1998 auch ein Dieselmotorenwerk, in dem 1,9l-TDI-Motoren für die Marken des Volkswagen-Konzerns gefertigt werden. Eigentümer und Betreiber ist die Volkswagen Motor Polska.

## Verkehr
Polkowice liegt an der Schnellstraße 3 (E65), die eine wichtige Nord-Süd-Verbindung im westlichen Polen darstellt.
Zur Eisenbahngeschichte siehe Polkwitz-Raudtener Kleinbahn.

## Söhne und Töchter der Stadt
- Fra Cyprian (1724–1775), Botaniker und Mediziner
- Albrecht zu Dohna-Schlodien (1764–1813), Oberstleutnant
- Hermann von Wilczeck (1836–1901), General der Infanterie
- Karl von Rettberg (1865–1944), Offizier
- Richard Dehmel (1902–1983), Kartograph
- Martin Schwarzbach (1907–2003), Geowissenschaftler
- Fritz Thiel (1916–1943), Widerstandskämpfer gegen den Nationalsozialismus.
- Hans Kratzert (1940–2023), Regisseur